# 巴統中央車站
巴統中央車站是格魯吉亞阿扎尔自治共和国首府巴統的鐵路車站，儘管名為中央車站，其實際位置位於城市郊區，距離舊城區約4公里。車站樓高四層，結合公交總站和購物中心，總建築面積22,500平方米。

## 歷史
車站的建設始於2002年，但在2004年爆發阿扎爾危機之後，工程一度停止。最終車站於2015年7月5日啟用，時任格魯吉亞總理伊拉克里·加里巴什维利出席了開幕式。在這之前，巴統的主要鐵路車站為距離市區2.6公里的馬欣賈里車站。

## 服務
截至2018年，巴統中央車站每天有3班開往提比里斯車站的長途列車，以及開往奧祖爾蓋蒂和庫塔伊西的短程列車。